# Erhan Cihangiroğlu
Erhan Cihangiroğlu – turecki zapaśnik walczący w stylu wolnym. Brązowy medalista mistrzostw śródziemnomorskich w 2010. Zajął piąte miejsce w Pucharze Świata w 2010 roku.